# Rivière Talayarde Nord-Est
Pour les articles homonymes, voir Talayarde.
La rivière Talayarde Nord-Est est un affluent de la rivière Talayarde coulant dans la région administrative de la Capitale-Nationale, dans la province de Québec, au Canada. Le cours de la rivière traverse la municipalité de Saint-Gabriel-de-Valcartier (MRC La Jacques-Cartier) et la ville de Saint-Raymond, dans la municipalité régionale de comté (MRC de Portneuf).
La vallée de la rivière Talayarde Nord-Est est surtout desservie par la route forestière R0355 qui remonte vers le nord en passant dans la partie supérieure du côté ouest de la vallée et du côté est dans la partie inférieure. Quelques routes secondaires desservent le territoire pour les besoins de la foresterie et des activités récréotouristiques.
La surface de la rivière Talayarde Nord-Est (sauf les zones de rapides) est généralement gelée de début décembre à fin mars, mais la circulation sécuritaire sur la glace se fait généralement de fin décembre à début mars. Le niveau de l'eau de la rivière varie selon les saisons et les précipitations ; la crue printanière survient en mars ou avril.

## Géographie
Les principaux bassins versants voisins de la rivière Talayarde Nord-Est sont :
- côté nord : lac Bienville, rivière Talayarde, rivière Sainte-Anne ;
- côté est : ruisseau du Pimbina, rivière Sainte-Anne ;
- côté sud : rivière Talayarde, rivière Sainte-Anne, rivière Verte ;
- côté ouest : rivière Talayarde, bras du Nord, rivière Écartée[2].

La rivière Talayarde Nord-Est prend sa source à l'embouchure du lac Bienville (longueur : 2,0 km ; altitude : 599 m) situé dans le territoire non organisé de Lac-Blanc. À partir de cette embouchure, la rivière Talayarde Nord-Est coule sur 13,9 km généralement vers le sud en zone forestière, avec une dénivellation de 379 m, selon les segments suivants :
- 1,2 km vers le sud-ouest, jusqu'à un ruisseau (venant du nord) ;
- 4,3 km vers le sud dans une vallée encaissée, notamment en traversant une série de rapide et en traversant le lac Dufresne (longueur : 0,4 km ; altitude : 422 m), jusqu'à son embouchure ;
- 2,2 km vers l'est, dans une vallée encaissée traversant une série de rapides en fin de segment, jusqu'à décharge (venant du nord) du Lac Talayarde du Sud ;
- 6,2 km vers le sud en traversant deux séries de rapides, et formant deux crochets vers l'est, jusqu'à son embouchure[2].

La rivière Talayarde Nord-Est se déverse sur la rive nord-est de la rivière Talayarde. Cette confluence est située à :
- 1,2 km à l'ouest du cours de la rivière Sainte-Anne ;
- 15,0 km au nord du centre-ville de Saint-Raymond ;
- 16,9 km au nord du centre du village de Lac-Sept-Îles ;
- 36,1 km au nord-ouest de la rive nord-ouest du fleuve Saint-Laurent[2].

À partir de cette confluence, le courant descend sur 2,2 km vers le sud le cours de la rivière Talayarde, puis sur 97,9 km généralement vers le sud et le sud-ouest en suivant le cours de la rivière Sainte-Anne, jusqu'à la rive nord-ouest du fleuve Saint-Laurent.

## Toponymie
Le toponyme rivière Talayarde Nord-Est a été officialisé le 5 décembre 1968 à la Banque des noms de lieux de la Commission de toponymie du Québec.